# لورين سميث
لورين سميث (بالإنجليزية: Lauren Smith) هي لاعبة كرة الريشة بريطانية، ولدت في 26 سبتمبر 1991 في كارلايل في المملكة المتحدة.

## وصلات خارجية
- لورين سميث على موقع BWF.tournamentsoftware.com (الإنجليزية)
- لورين سميث على موقع BWFbadminton.com (الإنجليزية)
- لورين سميث على موقع اللجنة الأولمبية الدولية (الإنجليزية)
- لورين سميث على موقع أوليمبيديا (الإنجليزية)
- لورين سميث على موقع اللجنة الأولمبية البريطانية (الإنجليزية)
- لورين سميث على موقع اللجنة الأولمبية البريطانية (الإنجليزية)
- لورين سميث على موقع اتحاد ألعاب الكومنولث (مؤرشف) (الإنجليزية)